# Chapelle des Pénitents blancs d'Utelle
La chapelle des Pénitents blancs ou chapelle Sainte-Croix est une chapelle catholique de la confrérie de Pénitents blancs située à Utelle, en France.

## Localisation
La chapelle est située dans le département français des Alpes-Maritimes, sur la commune d'Utelle.

## Historique
La plupart des confréries de pénitents sur le littoral et en montagne ont été fondées au XVIe siècle ou XVIIe siècle. À Nice, la confrérie des Pénitents blancs peut avoir été fondée au début du XIe siècle et celle des Pénitenst noirs au XVe siècle. Elles regroupaient leurs membres parmi toutes les couches de la population. Tant en Provence que dans le comté de Nice, les confréries des Pénitents blancs étaient celles qui étaient les plus représentées. Les confréries de Pénitents blancs étaient souvent appelées Confrérie du Gonfalon en souvenir de Santa-Maria-de-Gonfalone, qui a été la première confrérie de pénitents, fondée à Rome par saint Bonaventure en 1267. Ces confréries sont des associations charitables ayant pour but de pratiquer les vertus de la foi et de l'humilité. Elles s'occupaient des malades, des orphelins, des pauvres, de l'entretien des asiles, accompagnaient les morts jusqu'au cimetière, des difficultés de la vie agricole. Dans beaucoup de villages de montagne, ils géraient des « Monts frumentaires » ou « Monts granitiques » qui stockaient des grains pour permettre les semailles en cas de pénurie.
La confrérie des pénitents blancs d'Utelle est connue depuis le XVIIe siècle. La confrérie s'occupait de l'hôpital Sainte-Christine fondé à la suite de dons, en particulier du notaire ducal Jacques Cristini, en 1686. Cependant ces fonds étant insuffisants, ce n'est qu'à la fin du XVIIIe siècle qu'un hôpital a pu fonctionner  .
La chapelle de Pénitents blancs a été érigée au XVIIe siècle-XVIIIe siècle à côté de l'église Saint-Véran d'Utelle.
L'édifice est classé au titre des monuments historiques le 13 février 1979.

## Mobilier
La chapelle est à nef unique. Des stalles sont adossées aux murs de part et d'autre du maître-autel. Contre le mur du chevet a été placée la pièce maîtresse de la chapelle, un retable en bois sculpté et doré du XVIIe siècle représentant une descente de Croix inspirée du tableau de Pierre-Paul Rubens réalisé pour la cathédrale d'Anvers en 1614.
La chapelle abrite :
- une série de six tableaux représentant la Passion du Christ réalisée en 1717 par le peintre niçois Guiglielmo Thaone[4],[5].
- une Descente de Croix en bois sculpté et doré du XVIIe siècle
- des fonts baptismaux, bénitier et chaire du XVIe siècle